# Stefan Török
Stefan Hugo Karl Török (geborener von Török; * 28. Juni 1903 in Graz; † 5. Juni 1972 in Wien) war der dritte Bischof der Altkatholischen Kirche Österreichs.

## Leben

### Jugend und Priesteramt
Stefan Hugo Karl von Török wurde als Sohn eines hohen k.k.-Offiziers in Graz geboren. Er besuchte das Schottengymnasium in Wien und danach das Gymnasium in Baden, wo er 1922 seine Matura ablegte. Wie er die altkatholische Kirche kennenlernte, ist nicht genau geklärt, jedenfalls stellte er sich um 1922 beim damaligen Bistumsverweser Adalbert Schindelar vor und studierte in den Jahren 1922 bis 1927 an der evangelisch-theologischen Fakultät Wien. Zusätzlich begann er ein Studium der Staatswissenschaften. Beide Studiengänge setzte er an der Universität Graz fort. Am 14. November 1926 wurde er als altkatholischer Priester durch Aloys Paschek in der St.-Salvator-Kirche ordiniert und begann seine Tätigkeit als Vikar in der altkatholischen Kirchengemeinde Wien-West.
In den folgenden Jahren wurde ihm die Leitung des Religionsunterrichtswesens in Wien übertragen, er verfasste 1933 ein dreibändiges Schulbuch für den Religionsunterricht in der Oberstufe und wurde 1936 staatlicherseits zum Mittelschulprofessor für altkatholische
Religion bestellt.
Seine Rechtskenntnisse kamen der Altkatholischen Kirche Österreichs auch bei einigen der damals häufigen Rechtsstreite zugute. So wurde er 1938 von Bischof Robert Tüchler zum Generalvikar der altkatholischen Gemeinden in Österreich bestellt. Nach Tüchlers Rücktritt 1942 wurde Török zum Bistumsverweser bestellt. Er versuchte in dieser Zeit der Altkatholischen Kirche Österreichs das Überleben zu ermöglichen. Überdies half er ehemaligen Schülern jüdischer Abstammung sowie dem Syndikus des Synodalrates, Erwin Lustig, in das Exil zu gehen.
Nach eigenen Angaben hat Török bei Joseph Goebbels Protest gegen die Euthanasie erhoben und sei deswegen von der Gestapo verwarnt worden.
Noch während des Krieges begann Török 1939 das Studium der Medizin. Der Titel seiner Doktorarbeit lautete: Die Religionsphilosophie des Paracelsus und ihr zeitgeschichtlicher Hintergrund.

### Bischofsamt
Am 5. Oktober 1947 wurde Stefan Török zum dritten Bischof der Altkatholischen Kirche Österreichs gewählt und am 24. Oktober 1948 in der St.-Salvator-Kirche in Wien durch den Erzbischof von Utrecht Andreas Rinkel zum Bischof geweiht.
In seiner Amtszeit wurde das Verhältnis der Altkatholischen Kirche Österreichs zum Staat deutlich besser, als es in der Ständerepublik und während der nationalsozialistischen Herrschaft gewesen war. Das Bundesgesetz vom 26. Oktober 1960 über finanzielle Leistungen an die altkatholische Kirche stellte deren Finanzierung auf eine solide Basis. Török gewann die Wertschätzung führender Politiker wie Bundespräsident Adolf Schärf oder Karl Renner. In den 1960er Jahren schrieb Török einen Brief an die römisch-katholische Bischofskonferenz Österreichs und begann damit eine Phase der Annäherung in der Ökumene.
Noch vom Krankenbett aus führte er, unterstützt durch seinen Koadjutor Heinrich Bernauer, seine Amtsgeschäfte weiter.
Am 5. Juni 1972 starb Bischof Stefan Török in Wien. Er wurde auf dem Wiener Zentralfriedhof bestattet.
Erzbischof Marinus Kok sagte beim Gedächtnisgottesdienst:

„Unser aller Auftrag ist zuerst fest zu halten an dem Glauben der alten Kirche und aus diesem Glauben zu leben und zu handeln in dieser Welt.“

## Ehrungen
- Goldenes Ehrenzeichen der Republik Österreich

## Schriften
- Handbuch für den Alt-katholischen Religionsunterricht an Mittelschulen, 3 Bände. Wien 1933.
- Die Religionsphilosophie des Paracelsus und ihr zeitgeschichtlicher Hintergrund. Dissertationsschrift.
- Soziale Fürsorge in Ungarn. Band 2: Ergebnisse. Budapest 1941.
- Die Bibel und wir. Wien 1967.
- als Herausgeber: 90 Jahre gesetzliche Anerkennung der Altkatholischen Kirche Österreichs. Wien 1967.

## Einzelbelege
1. ↑  Zitiert nach Christian Halama-Blankenstein: Bischof Dr. Stefan Török zum 100. Geburtstag. (PDF; 40 kB) 2003, S. 5, ehemals im Original (nicht mehr online verfügbar); abgerufen am 29. Mai 2011. (Seite nicht mehr abrufbar. Suche in Webarchiven)  Info: Der Link wurde automatisch als defekt markiert. Bitte prüfe den Link gemäß Anleitung und entferne dann diesen Hinweis.